# Gezond verstand
Gezond verstand is het natuurlijke, onbedorven verstand.

## Filosofie
Gezond verstand wordt in de filosofie gebruikt om aan te duiden hoe men de waarheid kan inzien zonder gebruik te maken van filosofische redenering.
Een objectieve uitspraak doen over gezond verstand is echter problematisch omdat verschillende mensen het vaak niet eens zijn over wat 'gezond verstand' is en wat niet. Wat onder gezond verstand verstaan wordt, is verder nog aan culturele invloeden onderhevig.
In de Renaissance werd door humanistische natuurwetenschappers en filosofen het "gezond verstand" min of meer herontdekt: ze leerden meer vertrouwen op eigen waarnemingen, eigen ervaring en eigen redenering. Een voorbeeld is het clootcransbewijs bij Simon Stevin.
Door de filosoof Immanuel Kant werd de Urteilskraft een speciale plaats toegekend tussen de Reine Vernunft en de Praktische Vernunft: (zie Kritik der Urteilskraft).
Wat in de dagelijkse omgang gezond verstand wordt genoemd zou door Kant verdeeld worden in drie soorten:
- "Dat hebben we allemaal meegemaakt" doet een beroep op de ervaring, en is daarmee een vorm van empirisme
- "Dat is nogal logisch" doet een beroep op de rede en is een vorm van rationalisme.
- "Eerst zien dan geloven" is vertrouwen op je waarneming en een vorm van fenomenologie.

Het bekendste pamflet van Thomas Paine, die de belangen van de 18e-eeuwse Amerikaanse kolonisten wilde behartigen, draagt de titel Common Sense ('Gezond verstand').
De filosoof George Edward Moore schreef in 1925 een verhandeling "A defence of Common Sense". Daarin stelde hij dat het gezonde verstand een aantal "truisms", absolute waarheden dicteert, en hij noemt als voorbeelden:
"Ik ben een menselijk wezen" en "Mijn lichaam bestond gisteren ook".
Dat het gezond verstand niet altijd het correcte antwoord oplevert, wordt duidelijk bij het driedeurenprobleem, waarop veel mensen, waaronder soms bekende wetenschappers, intuïtief het verkeerde antwoord geven. Het gezond verstand kan dus niet altijd worden vertrouwd.